# Imigração congolesa no Brasil
A imigração congolesa no Brasil é um fato novo. A maioria dos congoleses que vão para o país sul-americano são refugiados, fugindo de conflitos internos, perseguições políticas e até estupros que ocorrem na República Democrática do Congo. Junto com os angolanos e com os guineenses, fazem a maior comunidade de refugiados africanos no Brasil.

## Êxodo
Segundo o Comitê Nacional para os Refugiados (Conare), os congoleses são o segundo maior grupo a ter a solicitação de refúgio recepcionada pelo governo do Brasil depois da Síria, com 953 pedidos reconhecidos entre 2007 e 2017, o equivalente a 13% dos refúgios acatados neste período.
Os congoleses chegam fugindo de uma guerra que gera massacres, mortes a machadadas, estupros, tráfico humano, doenças e desnutrição. O presidente Joseph Kabila, no poder desde 2001, se recusa a deixar mesmo que seu mandato ter acabado no fim de 2016.

## Vida no Brasil
A grande maioria dos congoleses moram  no Estado do Rio de Janeiro e na cidade do Rio de Janeiro devido a condição financeira que chegam ao Brasil a maioria vive em favelas, onde acabam trocando a opressão em seu país para enfrentar uma rotina de violência e tiroteios no Rio. Estão concentrados na região histórica de Brás de Pina, na zona norte, em maioria na favela Cinco Bocas; em Barros Filho, também na zona norte; e em Duque de Caxias (principalmente Jardim Gramacho), na Baixada Fluminense. O grupo de congoleses têm dificuldade de alcançar bons empregos, mesmo que tenham tido boa educação em casa. Para os mesmos, as vagas reservadas costumam ser nas áreas de limpeza, construção civil e carregamentos.
Os congoleses residentes no Brasil vivem dificuldades, como tiroteios, racismo, falta de assistencialismo, saúde e trabalho; porém, resistem e mantém suas tradições intactas para lembrar de sua terra natal.